# 松平重利 (三木松平家)
松平 重利 （まつだいら しげとし）は、江戸時代前期の旗本。忠利系三木松平家2代。『寛政重修諸家譜』編纂時に提出された家譜によれば、諱は忠貞。

## 経歴
三木松平家の松平忠利の子として生まれる。忠利は500石取りの旗本であったが、慶長14年（1609年）に職務上の問題で改易され、寛永9年（1632年）に許されて幕臣に復帰し、300俵を給されている。『寛政重修諸家譜』に、重利の生年（および生年が算出可能な享年）の記載はない。
寛永11年（1634年）3月11日、徳川家光に御目見。のちに大番に列する。
父の死に伴い、慶安2年（1649年）12月14日に遺跡を継承。万治3年（1660年）2月23日、大番組頭となり、同年12月26日に200俵を加えられる（合計500俵）。
寛文4年（1664年）閏5月24日に職を辞し、小普請となる。延宝8年（1680年）3月28日死去。

## 系譜
『寛政重修諸家譜』には、男子3名が載る。
- 父：松平忠利
- 正室：長塩正家の娘
  - 長男：松平忠義
  - 二男：大野元脇[3] - 大野元継の養子
  - 三男：松平忠政[4]

### 補足
長男の忠義（与十郎）は番方を歴任し、加増を受けて最終的に500石を知行した。
次男（次郎四郎、五平次）は大野家の婿養子となり、大野元脇を称した。大野家は武田旧臣出身で、のちに徳川忠長に附属された家である。元脇の義父の大野元継は、忠長に書院番として仕えたが、忠長改易とともに浪人、のちに幕臣に復帰し、大番入りして最終的に200石を知行した。元継の正室は加賀藩家老・本多政重の娘である。
三男の忠政は大番に列し、200俵取りの別家を立てた。